# Pont-en-Royans
Pont-en-Royans település Franciaországban, Isère megyében. Lakosainak száma 809 fő (2022. január 1.). Pont-en-Royans Sainte-Eulalie-en-Royans, Auberives-en-Royans, Châtelus, Choranche és Saint-André-en-Royans községekkel határos.

## Népesség
A település népességének változása:
| Lakosok száma | 1132 | 1051 | 879  | 878  | 791  | 785  | 774  | 785  | 795  | 809  |
|               | 1968 | 1982 | 1990 | 2006 | 2013 | 2015 | 2017 | 2019 | 2020 | 2022 |

## Testvérvárosok
- Bassiano, Olaszország, 1985 óta